# Evgeni Pliushchenko
Evgeni Viktorovitch Pliushchenko (em russo:  Евгений Викторович Плющенко; Solnetchny, Khabarovsk Krai, RSFS da Rússia, 3 de Novembro de 1982) é um treinador e ex-patinador artístico russo.
Foi dez vezes campeão nacional, sete vezes campeão da Europa, três vezes campeão do mundo, medalhista de ouro nos Jogos Olímpicos de Inverno de 2006, medalhista de prata nos Jogos Olímpicos de Inverno de 2010 e quatro vezes medalhista de ouro no Grand Prix Final. Casou-se com Yana Rudkovskaya em Setembro de 2009 e tem um filho, Iegor Pliushchenko, com a ex esposa Maria Ermak. Nas olimpíadas de inverno de 2014 em Sochi, Evgeni Pliushchenko não participou na prova individual. Já tinha ajudado a Rússia a vencer a prova por equipes, sofreu uma lesão nas costas durante o aquecimento minutos antes do início do programa curto. Pliushchenko é considerado um dos maiores e melhores patinadores de todos os tempos, é conhecido como King of Ice ( Rei do Gelo). Pliushchenko é um pioneiro em muitas técnicas na patinação artística, pois foi o primeiro homem a apresentar o Biellmann, a combinação 4-3-3 e a executar com perfeição os saltos quadruplos e triplos. Seu estilo é considerado um novo horizonte na patinação, pois teve como inspiração os dançarinos Vaslav Nijinski, Fred Astaire e Sergei Polunin (seu contemporâneo). Pliushchenko apresentava perfeição em seus saltos e sua apresentação artística era considerada única e moderna para sua época, o que o levou a ser inspiração para muitos outros patinadores. A carreira de Pliushchenko foi marcada por lesões, no entanto, ele sempre voltava apto a competir e sempre medalhou em competições ao qual esteve apto. Atualmente é técnico em sua escola de patinação Angels of Plushenko, localizada na Rússia, e é a atração principal do espetáculo Kings of Ice, no qual se apresenta com outros patinadores de outros países. 
Em abril de 2017 passou a ser o treinador da campeã olímpica de 2014 Adelina Sotnikova.

## Principais resultados
| Resultados | Resultados    | Resultados      | Resultados        | Resultados        | Resultados      | Resultados      | Resultados       | Resultados       | Resultados       | Resultados      | Resultados      | Resultados       | Resultados      | Resultados      | Resultados      | Resultados      | Resultados       |
| Internacional | Internacional | Internacional   | Internacional     | Internacional     | Internacional   | Internacional   | Internacional    | Internacional    | Internacional    | Internacional   | Internacional   | Internacional    | Internacional   | Internacional   | Internacional   | Internacional   | Internacional    |
| Evento/Temporada | 1995– 1996    | 1996– 1997      | 1997– 1998        | 1998– 1999        | 1999– 2000      | 2000– 2001      | 2001– 2002       | 2002– 2003       | 2003– 2004       | 2004– 2005      | 2005– 2006      |                  | 2009– 2010      | 2010– 2011      | 2011– 2012      | 2012– 2013      | 2013– 2014       |
| --- | ------------- | --------------- | ----------------- | ----------------- | --------------- | --------------- | ---------------- | ---------------- | ---------------- | --------------- | --------------- | ---------------- | --------------- | --------------- | --------------- | --------------- | ---------------- |
| Jogos Olímpicos |               |                 |                   |                   |                 |                 | Medalha de prata |                  |                  |                 | Medalha de ouro | Medalha de prata |                 |                 |                 | WD              |                  |
| Campeonato Mundial |               |                 | Medalha de bronze | Medalha de prata  | 4.º             | Medalha de ouro |                  | Medalha de ouro  | Medalha de ouro  | WD              |                 |                  |                 |                 |                 |                 |                  |
| Campeonato Europeu |               |                 | Medalha de prata  | Medalha de prata  | Medalha de ouro | Medalha de ouro |                  | Medalha de ouro  | Medalha de prata | Medalha de ouro | Medalha de ouro | Medalha de ouro  |                 | Medalha de ouro | WD              |                 |                  |
| GP Grand Prix Final |               |                 | 5.º               | Medalha de bronze | Medalha de ouro | Medalha de ouro | Medalha de prata | Medalha de ouro  | Medalha de prata | Medalha de ouro |                 |                  |                 |                 |                 |                 |                  |
| GP Bofrost Cup on Ice |               |                 |                   |                   | Medalha de ouro | Medalha de ouro | Medalha de ouro  | Medalha de ouro  |                  |                 |                 |                  |                 |                 |                 |                 |                  |
| GP NHK Trophy |               |                 |                   | Medalha de ouro   | Medalha de ouro | Medalha de ouro |                  |                  |                  |                 |                 |                  |                 |                 |                 |                 |                  |
| GP Rostelecom Cup |               | 4.º             | Medalha de prata  | Medalha de prata  | Medalha de ouro | Medalha de ouro | Medalha de ouro  | Medalha de ouro  | Medalha de ouro  | Medalha de ouro | Medalha de ouro | Medalha de ouro  |                 |                 |                 | WD              |                  |
| GP Skate America |               |                 | Medalha de prata  |                   |                 |                 |                  |                  |                  |                 |                 |                  |                 |                 |                 |                 |                  |
| GP Skate Canada International |               |                 |                   | Medalha de ouro   |                 |                 |                  |                  | Medalha de ouro  |                 |                 |                  |                 |                 |                 |                 |                  |
| GP Trophée Lalique |               |                 |                   |                   |                 |                 |                  |                  | Medalha de ouro  |                 |                 |                  |                 |                 |                 |                 |                  |
| Finlandia Trophy |               | 7.º             | Medalha de bronze |                   |                 | Medalha de ouro |                  |                  |                  |                 |                 |                  |                 |                 |                 |                 |                  |
| Jogos da Boa Vontade‎ |               |                 |                   | Medalha de bronze |                 |                 | Medalha de ouro  |                  |                  |                 |                 |                  |                 |                 |                 |                 |                  |
| Volvo Open Cup |               |                 |                   |                   |                 |                 |                  |                  |                  |                 |                 |                  |                 |                 |                 | Medalha de ouro |                  |
| Campbell's International |               |                 |                   |                   |                 |                 |                  | Medalha de prata | Medalha de ouro  |                 |                 |                  |                 |                 |                 |                 |                  |
| Internacional – Júnior |               |                 |                   |                   |                 |                 |                  |                  |                  |                 |                 |                  |                 |                 |                 |                 |                  |
| Campeonato Mundial Júnior | 6.º           | Medalha de ouro |                   |                   |                 |                 |                  |                  |                  |                 |                 |                  |                 |                 |                 |                 |                  |
| Blue Swords |               | Medalha de ouro |                   |                   |                 |                 |                  |                  |                  |                 |                 |                  |                 |                 |                 |                 |                  |
| EYOF |               | Medalha de ouro |                   |                   |                 |                 |                  |                  |                  |                 |                 |                  |                 |                 |                 |                 |                  |
| Nacional |               |                 |                   |                   |                 |                 |                  |                  |                  |                 |                 |                  |                 |                 |                 |                 |                  |
| Campeonato Russo | 6.º           | 4.º             | Medalha de bronze | Medalha de ouro   | Medalha de ouro | Medalha de ouro | Medalha de ouro  |                  | Medalha de ouro  | Medalha de ouro | Medalha de ouro |                  | Medalha de ouro |                 | Medalha de ouro | Medalha de ouro | Medalha de prata |
| Equipes |               |                 |                   |                   |                 |                 |                  |                  |                  |                 |                 |                  |                 |                 |                 |                 |                  |
| Jogos Olímpicos |               |                 |                   |                   |                 |                 |                  |                  |                  |                 |                 |                  |                 |                 |                 |                 | 1T/1P            |
| Japan Open |               |                 |                   |                   |                 |                 |                  |                  |                  |                 |                 |                  | 3T/3P           |                 | 3T/4P           |                 |                  |
| |               |                 |                   |                   |                 |                 |                  |                  |                  |                 |                 |                  |                 |                 |                 |                 |                  |
| Legenda: GP = Grand Prix; WD = Abandonou; T = Posição da equipe; P = Posição individual; Competição não foi disputada nesta temporada |               |                 |                   |                   |                 |                 |                  |                  |                  |                 |                 |                  |                 |                 |                 |                 |                  |